# Alejandro Serrano Caldera
Alejandro Serrano Caldera (Masaya, 5 de noviembre de 1938) es un ex diplomático, filósofo, abogado y escritor nicaragüense.

## Vida
Nació en Masaya, el 5 de noviembre de 1938. En 1962 se graduó en Derecho en la Universidad Nacional Autónoma de Nicaragua (UNAN). En 1964 recibió su doctorado en derecho laboral en Roma, Italia. A partir de 1965 recibió una cátedra allí. De 1990 a 1995 fue rector de la Universidad Nacional Autónoma de Nicaragua en Managua (UNAN-Managua). De 1990 a 1994 fue presidente del Consejo Nacional de Universidades (CNU). De 1993 a 1994 fue presidente del Consejo Superior Universitario Centroamericano. De 1974 a 1976 fue miembro del comité latinoamericano de la Organización Internacional del Trabajo (OIT) en San José, Costa Rica.

De 1977 a 1979 fue miembro de la rama latinoamericana de la Organización Internacional del Trabajo en Lima. De 1979 a 1984 fue embajador en París, Francia, y ante la UNESCO. De 1984 a 1992 fue miembro del Comité de Derechos Humanos de la ONU. De marzo de 1985 a 1988 fue presidente de la Corte Suprema de Justicia de Nicaragua en Managua. De 1988 a 1990 fue representante permanente del gobierno de Nicaragua en la sede de la ONU.
Es miembro de la Academia Nicaragüense de la Lengua. Ha publicado más de 20 trabajos sobre filosofía, derecho y ciencias políticas.
Fue candidato presidencial por la Alianza Unidad (AU) en las elecciones generales de 1996, en las que obtuvo 4,873 votos y el 00.28% del resultado. La AU sacó 14,001 votos legislativos a nivel nacional (00.82%) y 13,848 votos departamentales (00.80%) obteniendo 1 diputado departamental ante la Asamblea Nacional para el período 1997-2002 y desapareció poco después.

## Obras
- Del tiempo y sus metáforas (1996)
- Los dilemas de la democracia (1995)
- La Nicaragua Posible (1993)
- Darío (1991)
- La universidad y los valores fundamentales del ser humano (1990)
- El fin de la historia (1991)
- La utopía posible (1991)
- La unidad en la diversidad (1993)
- La Nicaragua Posible como proyecto de nación (1991)
- Entre la nación y el imperio (1998)
- Filosofía y crisis (1984)
- El derecho en la revolución (1986)
- La permanencia de Carlos Marx (1983)
- Hacia un proyecto de nación (2001)
- Dialéctica y enajenación (1979)